# Romain Bardet
Romain Bardet   (Briude, 9 de novembre de 1990) és un ciclista francès, professional des del 2012 fins al juny de 2025. El seu darrer equip fou el Team DSM–Firmenich PostNL.
En el seu palmarès destaca una etapa al Tour de l'Avenir del 2011, i sobretot el Tour de l'Ain del 2013. Aquest mateix any disputà per primera vegada el Tour de França, en què tingué un paper destacat en acabar en 15a posició i ser el primer francès en la classificació final.

## Palmarès
- 2010
  - Vencedor d'una etapa de la Ronda de l'Isard d'Arieja
- 2011
  - Vencedor de 2 etapes del Tour del País de Savoia
  - Vencedor d'una etapa al Tour de l'Avenir i  1r de la classificació per punts
  - Campió de Roina-Alps
- 2013
  - 1r al Tour de l'Ain
- 2014
  - 1r a La Drôme Classic
  - 1r de la classificació dels joves al Tour d'Oman
- 2015
  - Vencedor d'una etapa al Tour de França i del  Premi de la combativitat
  - Vencedor d'una etapa al Critèrium del Dauphiné
- 2016
  - Vencedor d'una etapa al Tour de França
- 2017
  - Vencedor d'una etapa al Tour de França
- 2018
  - 1r a la Classic Sud Ardèche
- 2019
  -  1r del Gran Premi de la Muntanya al Tour de França
- 2021
  - Vencedor d'una etapa de la Volta a Burgos
  - Vencedor d'una etapa de la Volta a Espanya
- 2022
  - 1r al Tour dels Alps
- 2024
  - Vencedor d'una etapa al Tour de França

### Resultats al Tour de França
- 2013. 15è de la classificació general
- 2014. 6è de la classificació general
- 2015. 9è de la classificació general.  Premi de la combativitat. Vencedor de la 18a etapa
- 2016. 2n de la classificació general. Vencedor de la 19a etapa
- 2017. 3r de la classificació general
- 2018. 6è de la classificació general
- 2019. 15è de la classificació general.  1r del Gran Premi de la Muntanya
- 2020. No surt (14a etapa)
- 2022. 7è de la classificació general
- 2023. Abandona (14a etapa)
- 2024. 30è de la classificació general. Vencedor de la 1a etapa.

### Resultats a la Volta a Espanya
- 2017. 17è de la classificació general
- 2021. 25è de la classificació general. Vencedor d'una etapa
- 2023. 21è de la classificació general

### Resultats al Giro d'Itàlia
- 2021. 7è de la classificació general
- 2022. Abandona (13a etapa)
- 2024. 9è de la classificació general
- 2025. 26è de la classificació general